# 史密森冰川
史密森冰川（英語：Smithson Glacier），是南極洲的冰川，位於維多利亞地的彭內爾海岸，屬於鮑爾斯山脈的一部分，流經韋赫奇山附近，最終在德雷格山附近注入格雷夫森冰川，美國地質調查局根據測量和該國海軍的空中照片繪入地圖，現時由南極條約體系管理。